# Frédéric-Fontaine
Pour les articles homonymes, voir Fontaine.
Frédéric-Fontaine est une commune française située dans le département de la Haute-Saône, la région culturelle et historique de Franche-Comté et la région administrative Bourgogne-Franche-Comté.
Frédéric-Fontaine a été marquée par le protestantisme.

## Géographie

### Localisation
Frédéric-Fontaine est située dans le nord-est de la Franche-Comté, dans le département de la Haute-Saône, non loin du Territoire de Belfort et du Doubs.

### Topographie

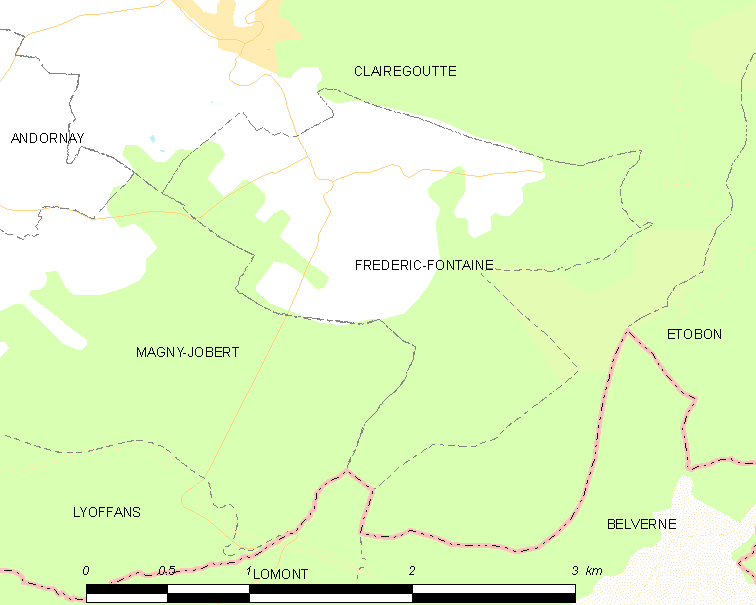
Le territoire communal dans son contexte local.

Frédéric-Fontaine est située au cœur du Chérimont, un massif de collines boisées. Le village occupe la partie occidentale du territoire communal, caractérisé par une zone défichée en pente douce descendante dans le sens est – ouest. La partie est du territoire et marqué par une vallée boisée aux pentes marquées orientée nord-est – sud-ouest.

### Géologie
Frédéric-Fontaine est construite sur le plateau de Haute-Saône, elle est limitrophe de la dépression sous-vosgienne et s'appuie sur le versant méridional du massif des Vosges.

### Hydrographie

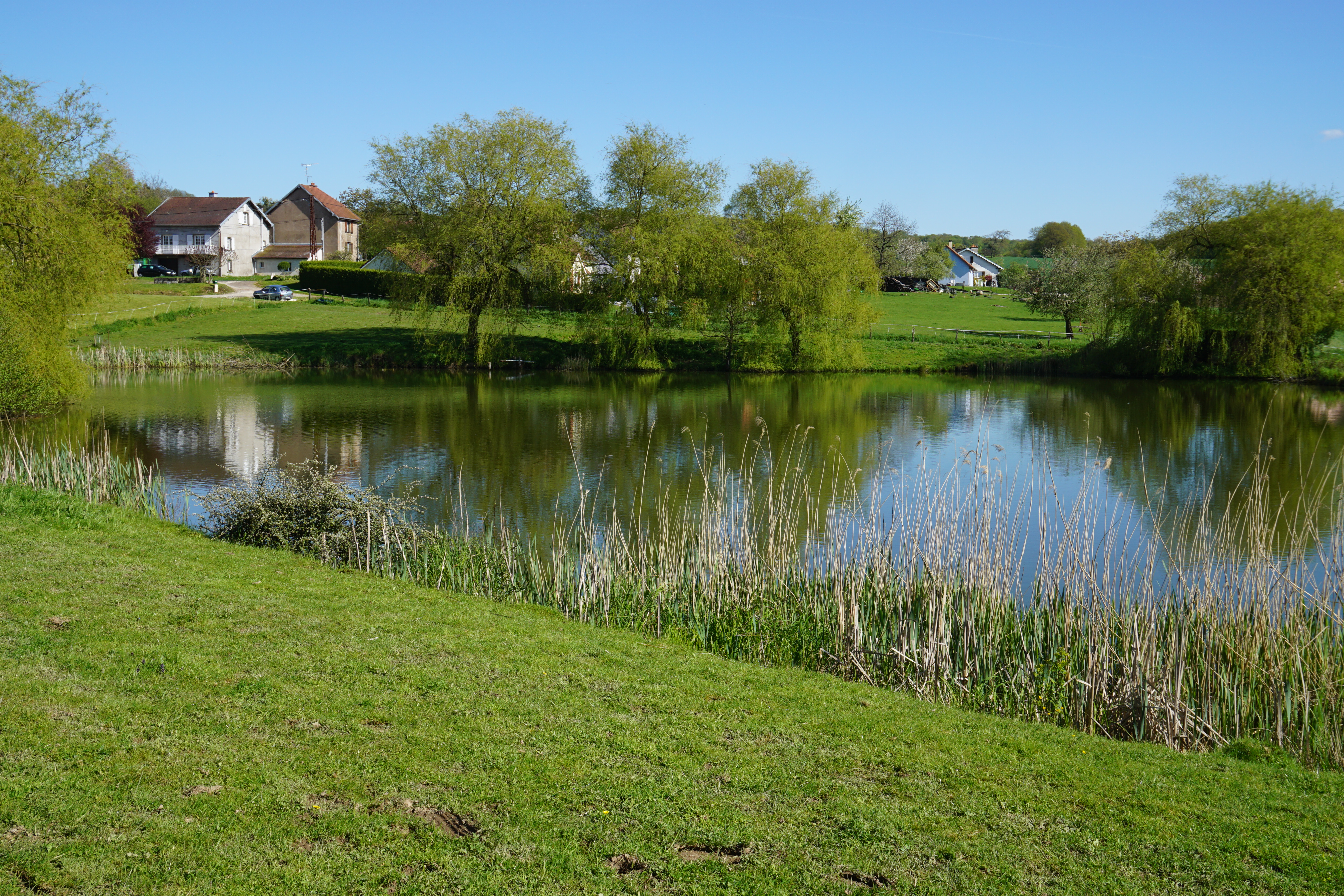
Un étang de Frédéric-Fontaine.

Des étangs sont situés à l'ouest du village. Le ruisseau des Battants s'écoule dans le fond de la vallée boisée occupant l'est du territoire communal.

### Climat
Pour des articles plus généraux, voir Climat de la Bourgogne-Franche-Comté et Climat de la Haute-Saône.
En 2010, le climat de la commune est de type climat de montagne, selon une étude du Centre national de la recherche scientifique s'appuyant sur une série de données couvrant la période 1971-2000. En 2020, Météo-France publie une typologie des climats de la France métropolitaine dans laquelle la commune est exposée à un climat semi-continental et est dans la région climatique  Lorraine, plateau de Langres, Morvan, caractérisée par un hiver rude (1,5 °C), des vents modérés et des brouillards fréquents en automne et hiver. 
Pour la période 1971-2000, la température annuelle moyenne est de 9,4 °C, avec une amplitude thermique annuelle de 17,1 °C. Le cumul annuel moyen de précipitations est de 1 290 mm, avec 13,2 jours de précipitations en janvier et 10,7 jours en juillet. Pour la période 1991-2020, la température moyenne annuelle observée sur la station météorologique de Météo-France la plus proche, « Étobon », sur la commune d'Étobon à 4 km à vol d'oiseau, est de 10,7 °C et le cumul annuel moyen de précipitations est de 1 272,5 mm. 
La température maximale relevée sur cette station est de 38,5 °C, atteinte le 24 juillet 2019 ; la température minimale est de −18 °C, atteinte le 1er mars 2005,,. 
Les paramètres climatiques de la commune ont été estimés pour le milieu du siècle (2041-2070) selon différents scénarios d'émission de gaz à effet de serre à partir des nouvelles projections climatiques de référence DRIAS-2020. Ils sont consultables sur un site dédié publié par Météo-France en novembre 2022.

## Urbanisme

### Typologie
Au 1er janvier 2024, Frédéric-Fontaine est catégorisée commune rurale à habitat dispersé, selon la nouvelle grille communale de densité à sept niveaux définie par l'Insee en 2022.
Elle est située hors unité urbaine. Par ailleurs la commune fait partie de l'aire d'attraction de Montbéliard, dont elle est une commune de la couronne,. Cette aire, qui regroupe 137 communes, est catégorisée dans les aires de 50 000 à moins de 200 000 habitants,.

### Occupation des sols
L'occupation des sols de la commune, telle qu'elle ressort de la base de données européenne d’occupation biophysique des sols Corine Land Cover (CLC), est marquée par l'importance des forêts et milieux semi-naturels (54,6 % en 2018), une proportion identique à celle de 1990 (54,6 %). La répartition détaillée en 2018 est la suivante : 
forêts (54,6 %), zones agricoles hétérogènes (37,5 %), zones urbanisées (7,9 %). L'évolution de l’occupation des sols de la commune et de ses infrastructures peut être observée sur les différentes représentations cartographiques du territoire : la carte de Cassini (XVIIIe siècle), la carte d'état-major (1820-1866) et les cartes ou photos aériennes de l'IGN pour la période actuelle (1950 à aujourd'hui).

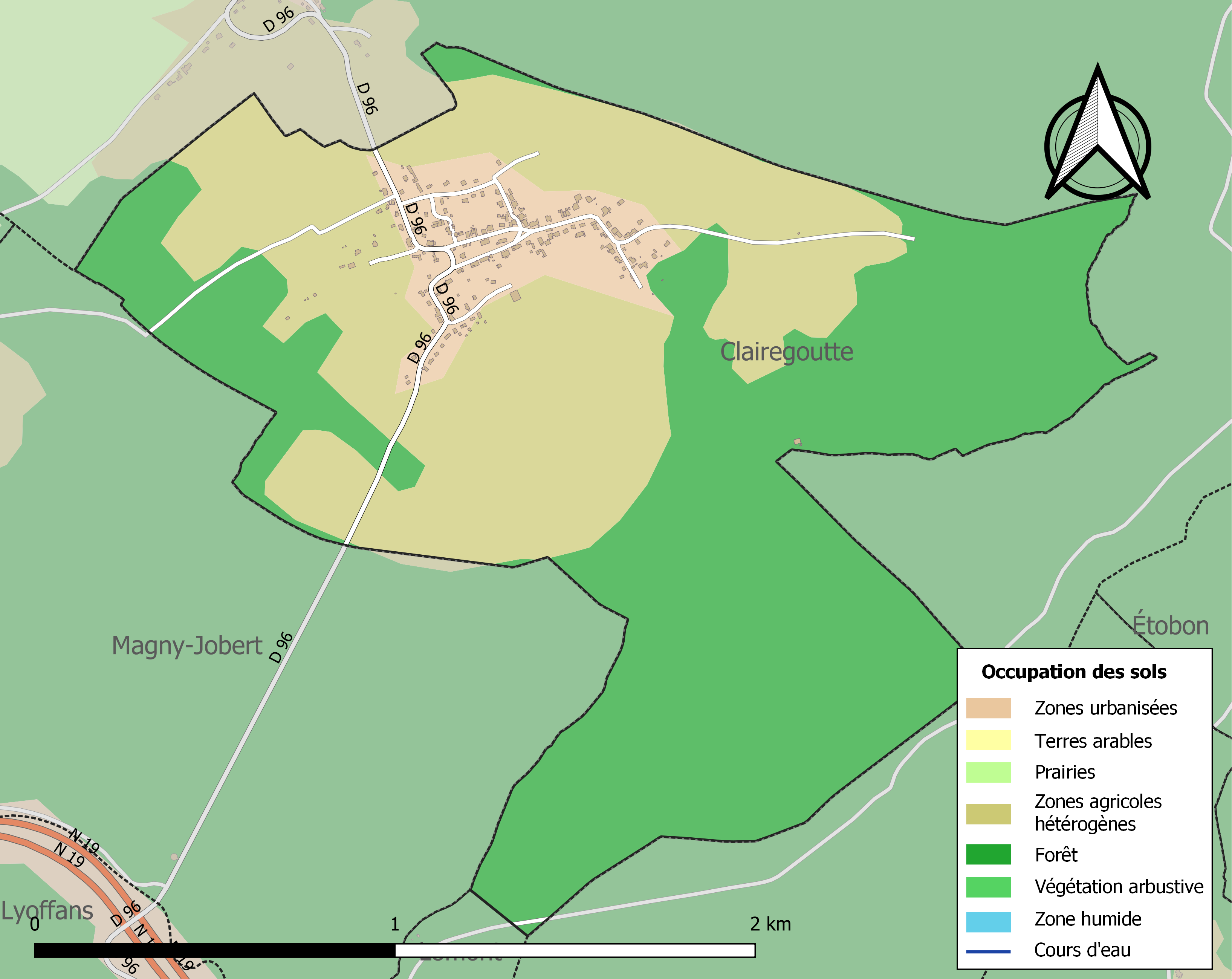
Carte des infrastructures et de l'occupation des sols de la commune en 2018 (CLC).

### Voies de communication et transports
Frédéric-Fontaine est un village rural, ce qui implique une faible connexion aux réseaux de transport. Cependant, la proximité de Lure, et de la conurbation de Belfort-Montbéliard permet une offre de transport hors de la commune plutôt bonne.

## Toponymie
Friderichsbron (1588), Friderich Fontaine (1600), Frédéric Fontaine (1791).
Frédéric de Montbéliard a fondé ce village en 1588 et lui a donné son nom germanique, -bron a été traduit par fontaine.

## Histoire

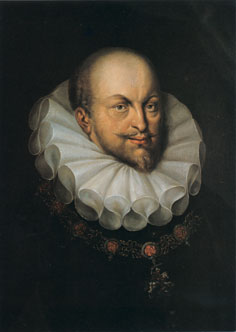
Frédéric Ier de Wurtemberg.

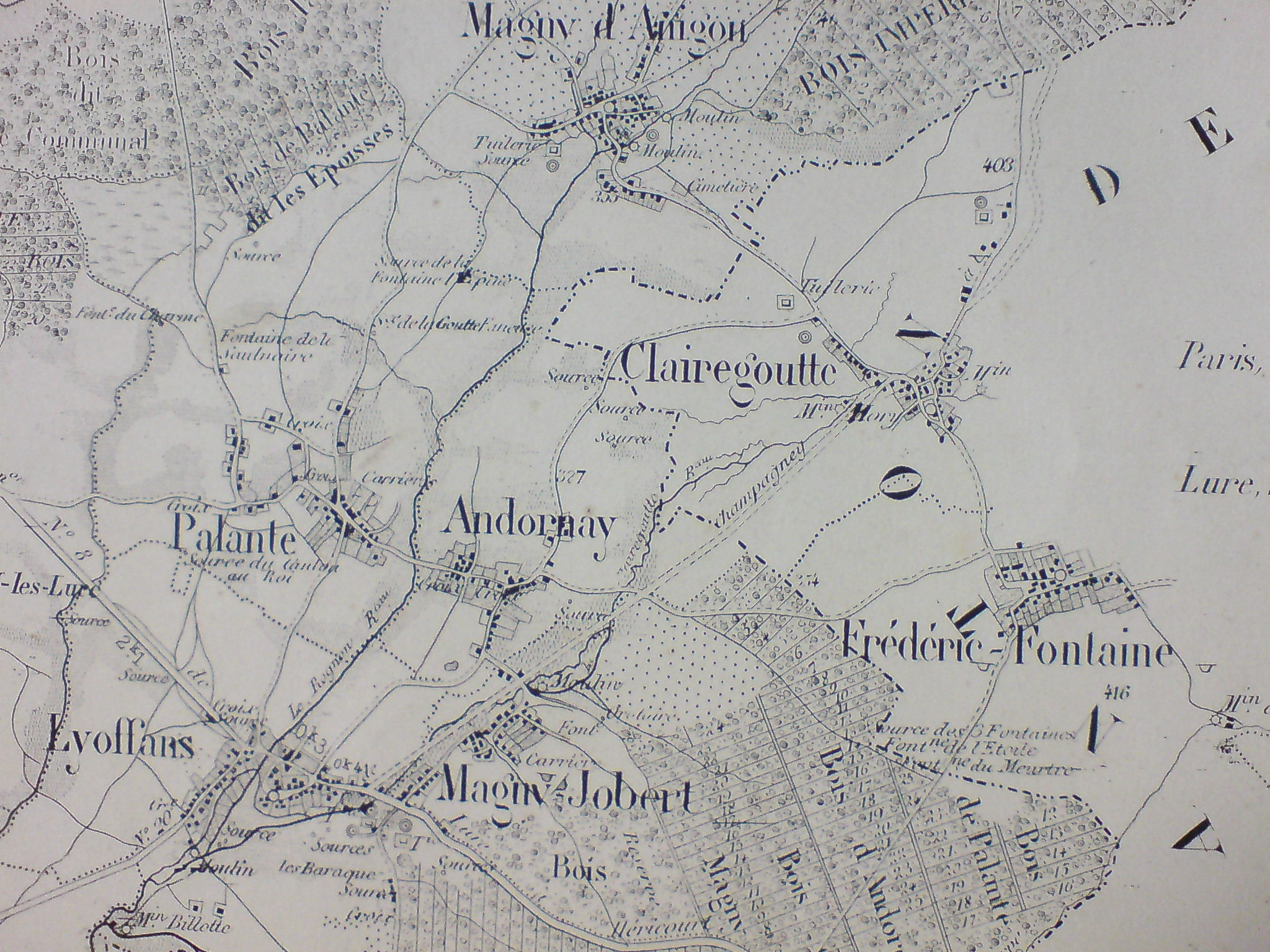
Frédéric-Fontaine sur l'atlas cantonal des communes de Haute-Saône.

C'est lors d'une partie de chasse pendant laquelle le comte de Montbéliard s'était égaré dans la forêt de Chérimont qu'il s'arrêta à une source avant d'être rejoint par ses gens. Frédéric de Wurtemberg décida de faire défricher cette terre et d'y fonder un village et pour ce faire il fit venir des colons d'Alsace, de Lorraine et de Bourgogne. Il lui donna le nom de « Friedrichs-Brunn » ou « Frédéric-Fontaine », en souvenir de sa partie de chasse, le 16 juillet 1588. Le village à l'origine se composait de seize familles (Ablond, Bailly, Challey, Croissant, Cueursey, Du Rupt, Henzelin, Lejeune, Linnon, Masson, Othlin, Paris, Regnault, Souret, Thomas) qui furent déclarées « de condition libre en leur personne et en leurs biens » et pourvues de terres, la plus grande partie formait un domaine rural au bénéfice du comte de Montbéliard. La cérémonie du 16 juillet eut lieu en pleine forêt, devant une source (la « fontaine du Prince ») où Frédéric de Wurtemberg avait retrouvé sa suite après s'être égaré lors d'une partie de chasse.
Le 14 mars 1590, onze autres familles rejoignaient les premières, ce qui porta le nombre d'habitants à 140, la plus ancienne est celle de Rémy Croissant, originaire de Brémoncourt. En 1647, après des années de guerre, il ne restait que sept familles toutes très pauvres.
En juillet 1619, Zacharie Thérion, accusé de sorcellerie après avoir été torturé, était décapité sur le "grand pont" de Montbéliard et son corps incinéré.
Frédéric-Fontaine se convertit au protestantisme en même temps que le reste de la principauté de Montbéliard, au cours du XVIe siècle, conversion imposée par le prince. Pour enseigner la foi selon la formule de concorde de Wittemberg relevant du luthéranisme, le village est doté d’une école dès la fin du XVIe siècle. La scolarisation est alors obligatoire de 6 à 12 ou 13 ans (et l’absentéisme puni d’amende à partir de 1724).
Le village compte de nombreux mineurs travaillant aux houillères de Ronchamp entre le XIXe siècle et le XXe siècle. Il fait alors partie du territoire du bassin minier. Les mineurs du village travaillent essentiellement au puits Arthur-de-Buyer et au puits du Magny. Dans les années 1930, la commune comporte 23 mineurs pour 220 habitants,.
La concession de Lomont d'une superficie de 2 336 ha est accordée en juillet 1904 pour l'exploitation de la houille du Stéphanien. Mais il n'y a aucune extraction de charbon en raison du manque de moyens techniques pour l'extraction du gisement situé à plus d'un kilomètre sous terre,.
Lors de la campagne de libération de la France en 1944, un groupe de Français libres du 1er régiment de fusiliers marins emmenés notamment par Marcel Guaffi, Édouard Przybylski et Julien Roger libèrent la commune et font 140 prisonniers.

## Politique et administration

Carte départementale représentant en rouge la communauté de communes Rahin et Chérimont.

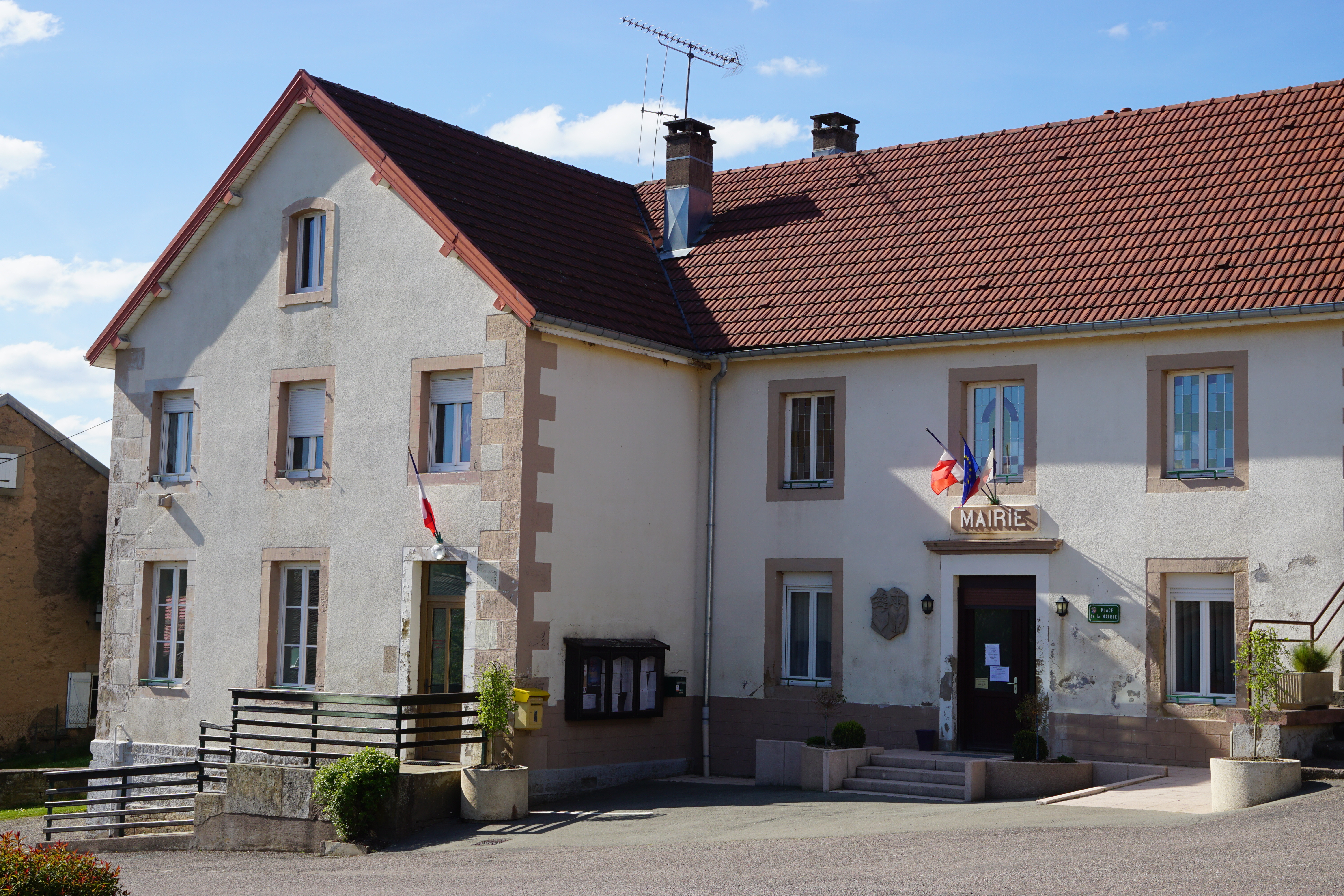
La mairie.

### Rattachements administratifs et électoraux
Frédéric-Fontaine se trouve dans l'arrondissement de Lure du département de la Haute-Saône, en région Bourgogne-Franche-Comté.
Elle faisait historiquement partie du canton de Champagney,. Dans le cadre du redécoupage cantonal de 2014 en France, la commune fait désormais partie du canton d'Héricourt-1.

### Intercommunalité
La commune est membre depuis son origine de la communauté de communes Rahin et Chérimont, intercommunalité créée en 2003, et qui se trouve dans le pays des Vosges Saônoises.
Dans le cadre des dispositions de la loi portant nouvelle organisation territoriale de la République (loi NOTRe) du 7 août 2015 prévoit que les établissements publics de coopération intercommunale (EPCI) à fiscalité propre doivent avoir un minimum de 15 000 habitants,  sauf si la plupart des communes qui la constitue sont situées en zone de montagne et pour lesquelles le seuil est abaissé à 5 000 habitants, le schéma départemental de coopération intercommunale prévoit le rattachement de la commune à la communauté de communes du pays de Lure. Ce changement d'intercommunalité est prévu le 1er janvier 2017.

### Liste des maires
| Période                                  | Période                   | Identité          | Étiquette | Qualité |
| ---------------------------------------- | ------------------------- | ----------------- | --------- | --- |
| Les données manquantes sont à compléter. |                           |                   |           | |
| avant 1981                               | ?                         | Gaston Pernol     | DVG       | |
| mars 2001                                | mars 2014                 | Joël Templier     | DVG       | |
| mars 2014,                               | En cours (au 24 mai 2020) | Vincent Schiessel | DVG       | Cadre dans le secteur privé Vice-président de la CC Rahin et Chérimont (2014 → ) Réélu pour le mandat 2020-2026 |

### Politique environnementale
La communauté de communes Rahin et Chérimont, à laquelle appartient Frédéric-Fontaine, est membre du syndicat intercommunal de collecte et de traitement des ordures ménagères (SICTOM) de la zone sous-vosgienne, basé à Étueffont. La communauté de communes Rahin et Chérimont assure la gestion de la politique environnementale de Ronchamp, dont entre autres la mise en place et le suivi d’un service public d’assainissement non collectif.

## Population et société

### Démographie
En 2022, la commune de Frédéric-Fontaine comptait 273 habitants. À partir du XXIe siècle, les recensements réels des communes de moins de 10 000 habitants ont lieu tous les cinq ans. Les autres « recensements » sont des estimations.
| 1793 | 1800 | 1806 | 1821 | 1831 | 1836 | 1841 | 1846 | 1851 |
| ---- | ---- | ---- | ---- | ---- | ---- | ---- | ---- | ---- |
| 321  | 358  | 404  | 404  | 459  | 466  | 524  | 485  | 474  |

| 1856 | 1861 | 1866 | 1872 | 1876 | 1881 | 1886 | 1891 | 1896 |
| ---- | ---- | ---- | ---- | ---- | ---- | ---- | ---- | ---- |
| 424  | 400  | 428  | 384  | 379  | 408  | 408  | 326  | 299  |

| 1901 | 1906 | 1911 | 1921 | 1926 | 1931 | 1936 | 1946 | 1954 |
| ---- | ---- | ---- | ---- | ---- | ---- | ---- | ---- | ---- |
| 266  | 261  | 248  | 203  | 253  | 223  | 185  | 149  | 157  |

| 1962 | 1968 | 1975 | 1982 | 1990 | 1999 | 2006 | 2011 | 2016 |
| ---- | ---- | ---- | ---- | ---- | ---- | ---- | ---- | ---- |
| 163  | 162  | 183  | 188  | 190  | 182  | 231  | 264  | 260  |

| 2021 | 2022 | - | - | - | - | - | - | - |
| ---- | ---- | - | - | - | - | - | - | - |
| 266  | 273  | - | - | - | - | - | - | - |

### Enseignement

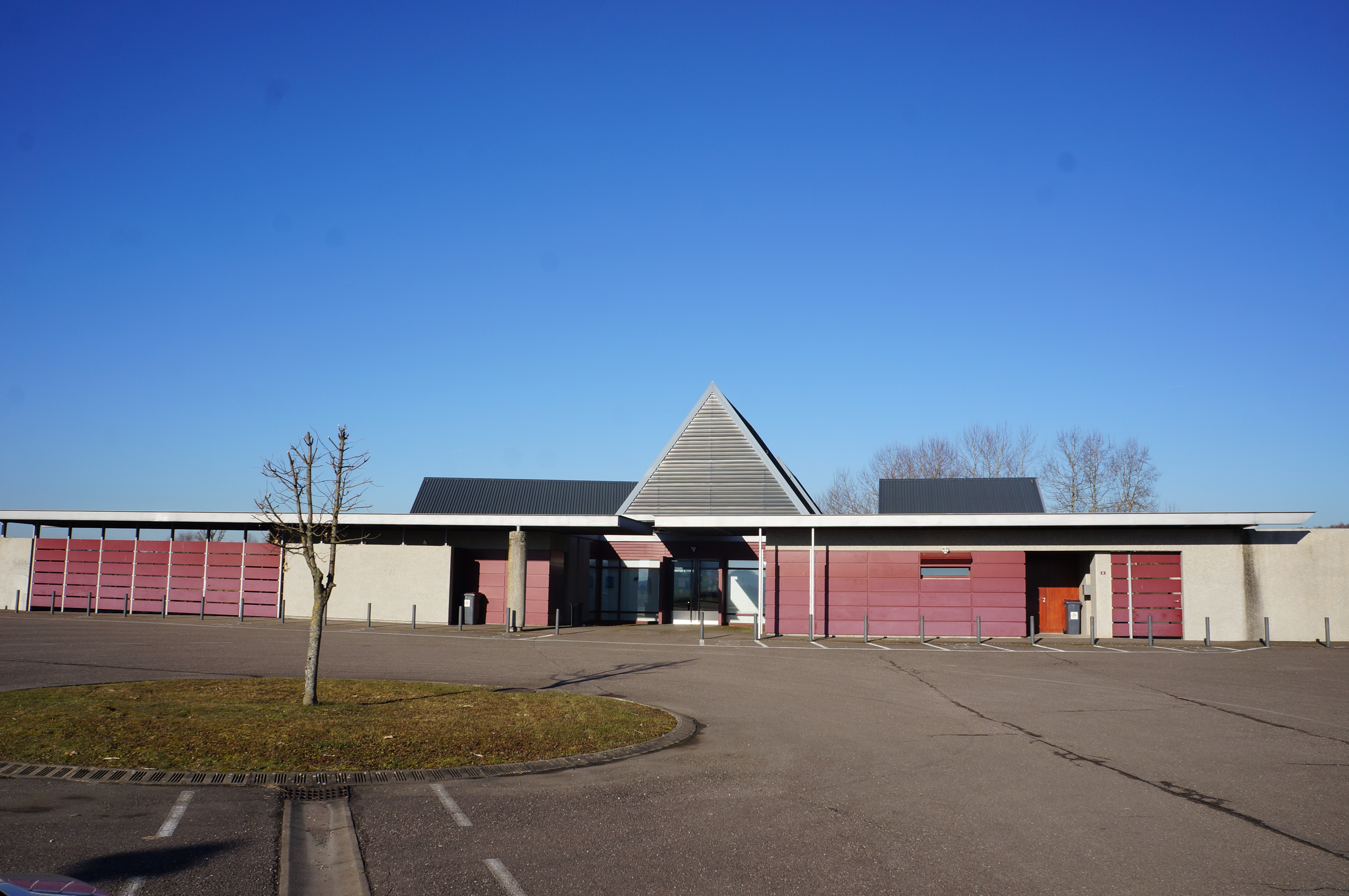
Le pôle éducatif des Vosges saônoises.

De manière générale, Frédéric-Fontaine dépend de l'académie de Besançon. À proximité se trouve le Pôle Éducatif des Vosges Saônoises, co-géré par la communauté de communes Rahin et Chérimont et la communauté de communes du pays de Lure. Cette école primaire publique accueille 160 élèves, mais ne dispose pas de cantine,.
Pour les niveaux de scolarisation des collégiens et des lycéens, le collège Victor-Schœlcher de Champagney et le lycée G.-Colomb de Lure seront les établissements privilégiés.

### Santé
Il n'existe aucune infrastructure de santé ou de médecins au sein du village, ni dans les communes limitrophes. L'hôpital le plus proche étant celui de Lure, de plus en plus désinvesti par les services publics au profit de celui de Vesoul, il n'est pas exclu qu'à moyen terme, Frédéric-Fontaine se trouve dans un désert médical, contraignant à la fréquentation de l'hôpital Nord Franche-Comté situé à Trévenans, dans le sud du Territoire de Belfort (département voisin),.

### Services
Hormis les services assurés par la mairie, la commune n'a aucun service public sur son territoire. L'ensemble des services publics sont disponibles à Lure, qui concentre le Pôle emploi, EDF, les impôts, la justice ou la bibliothèque, médiathèque et espace culturels.

### Instances administratives et judiciaires
La commune de Frédéric-Fontaine dépend du tribunal judiciaire de Vesoul, du tribunal de proximité de Lure, du tribunal de commerce de Vesoul, du tribunal paritaire des baux ruraux de Lure, du conseil de prud'hommes de Lure et de la cour d'assises de Vesoul. De plus, la commune est dépendante du tribunal administratif et de la cour d'appel de Besançon ainsi que de la cour administrative d'appel de Nancy,.

### Cultes

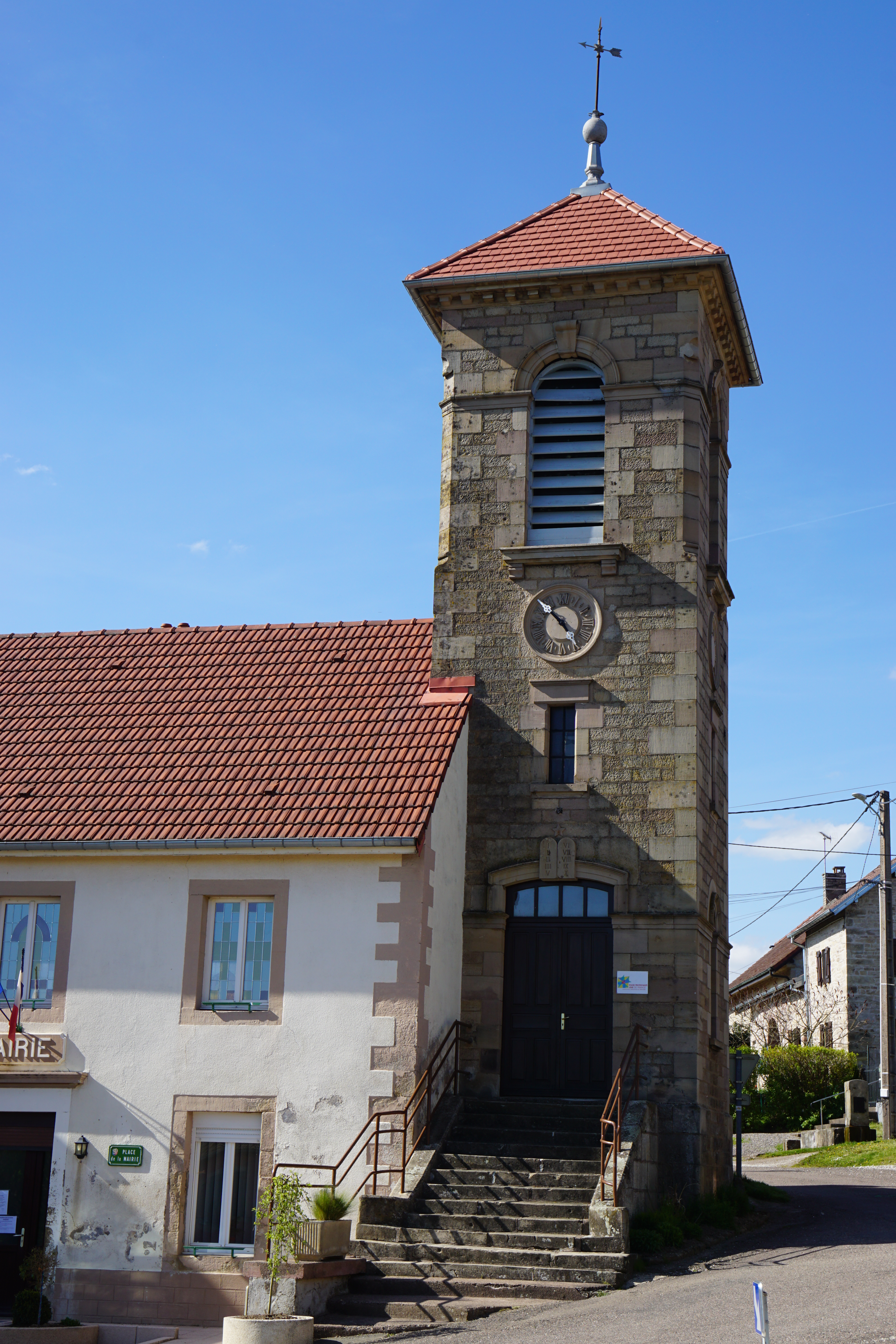
Le clocher du temple.

Le village a connu une activité protestante plutôt marquée dans son passé. En effet, un presbytère existe depuis bien longtemps dans le centre historique du village.

## Économie
Le village dépendant économiquement des deux centres urbains de Lure et de l'agglomération d'Héricourt-Montbéliard. Ces deux pôles offrent de nombreux emplois et sont rapidement accessibles par une voie express passant dans ces axes à proximité de Frédéric-Fontaine. L'INSEE rattache le village au bassin de vie de  Champagney - Ronchamp.

## Culture locale et patrimoine

### Lieux et monuments
L'église et les fontaines. Un même corps de bâtiment comprend la mairie, l’école et le temple protestant.

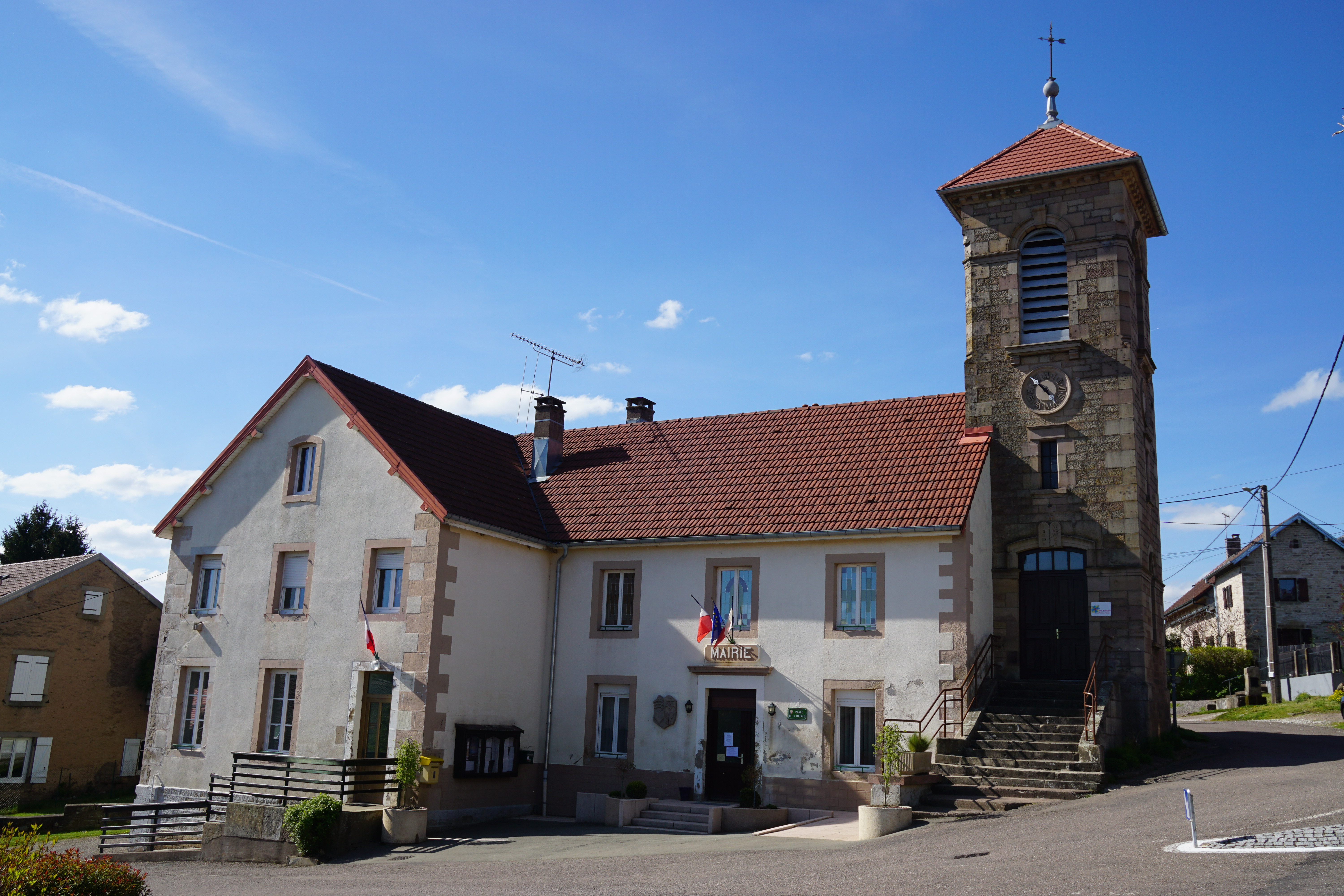
La mairie-temple.
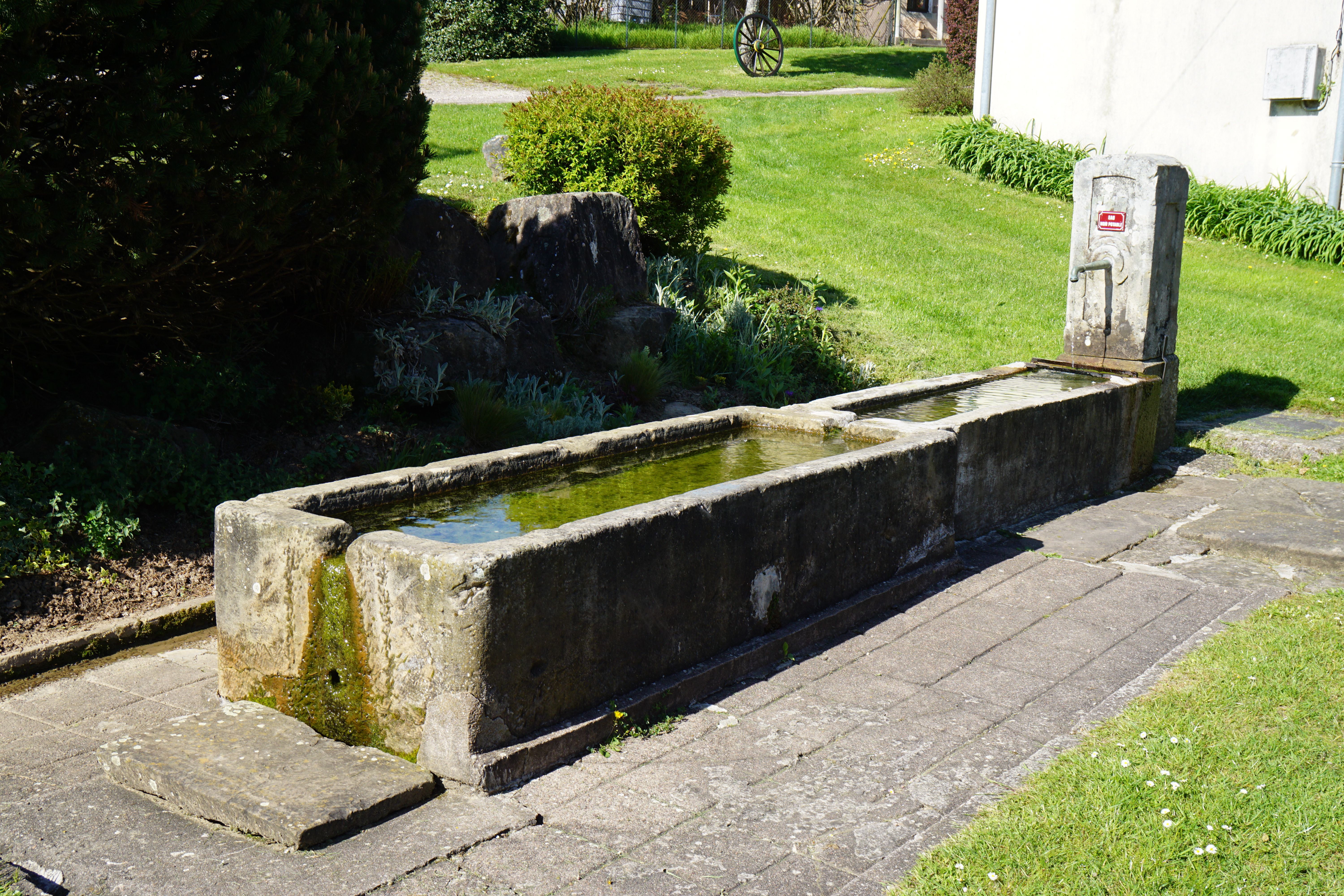
Une fontaine.
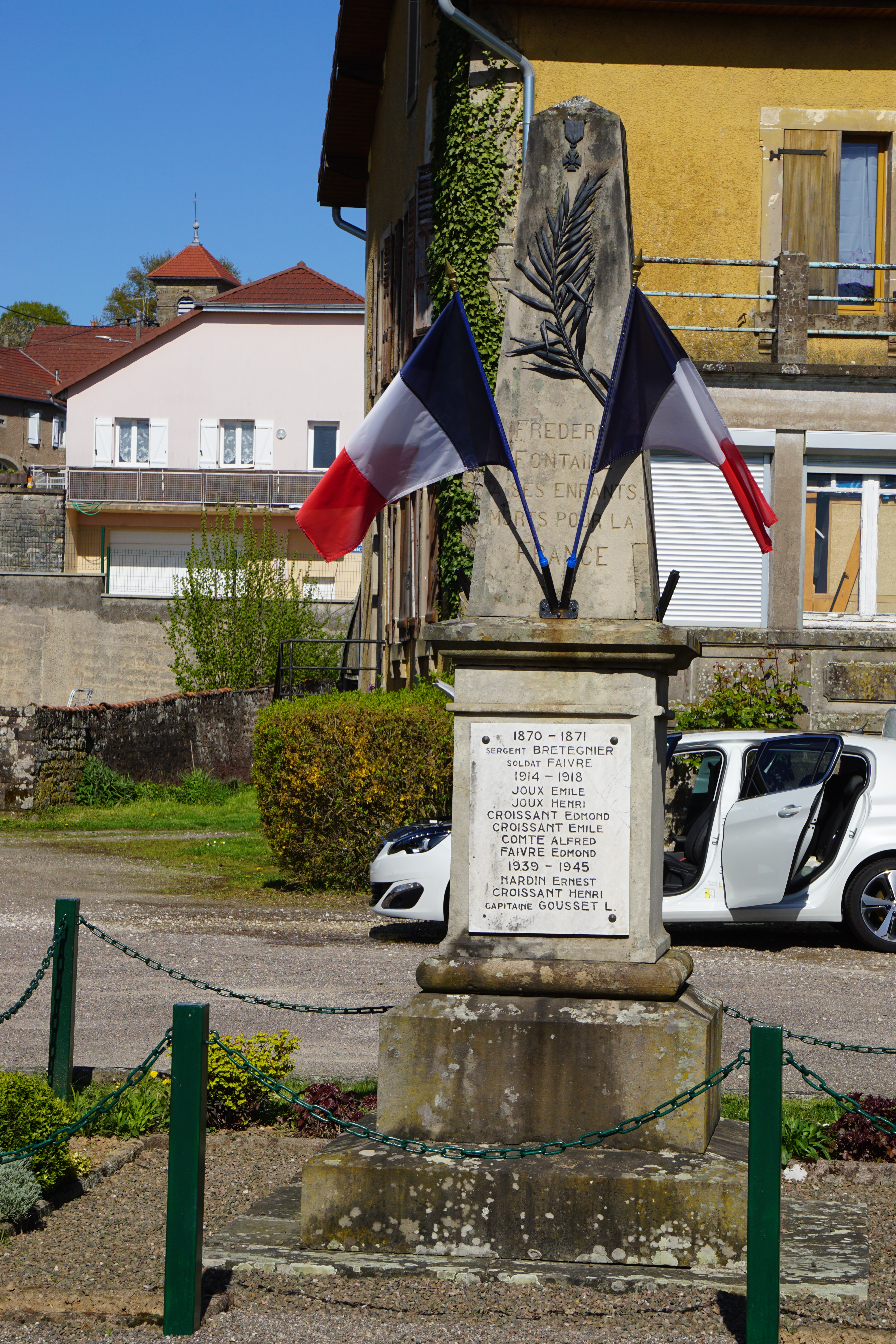
Monument aux morts.
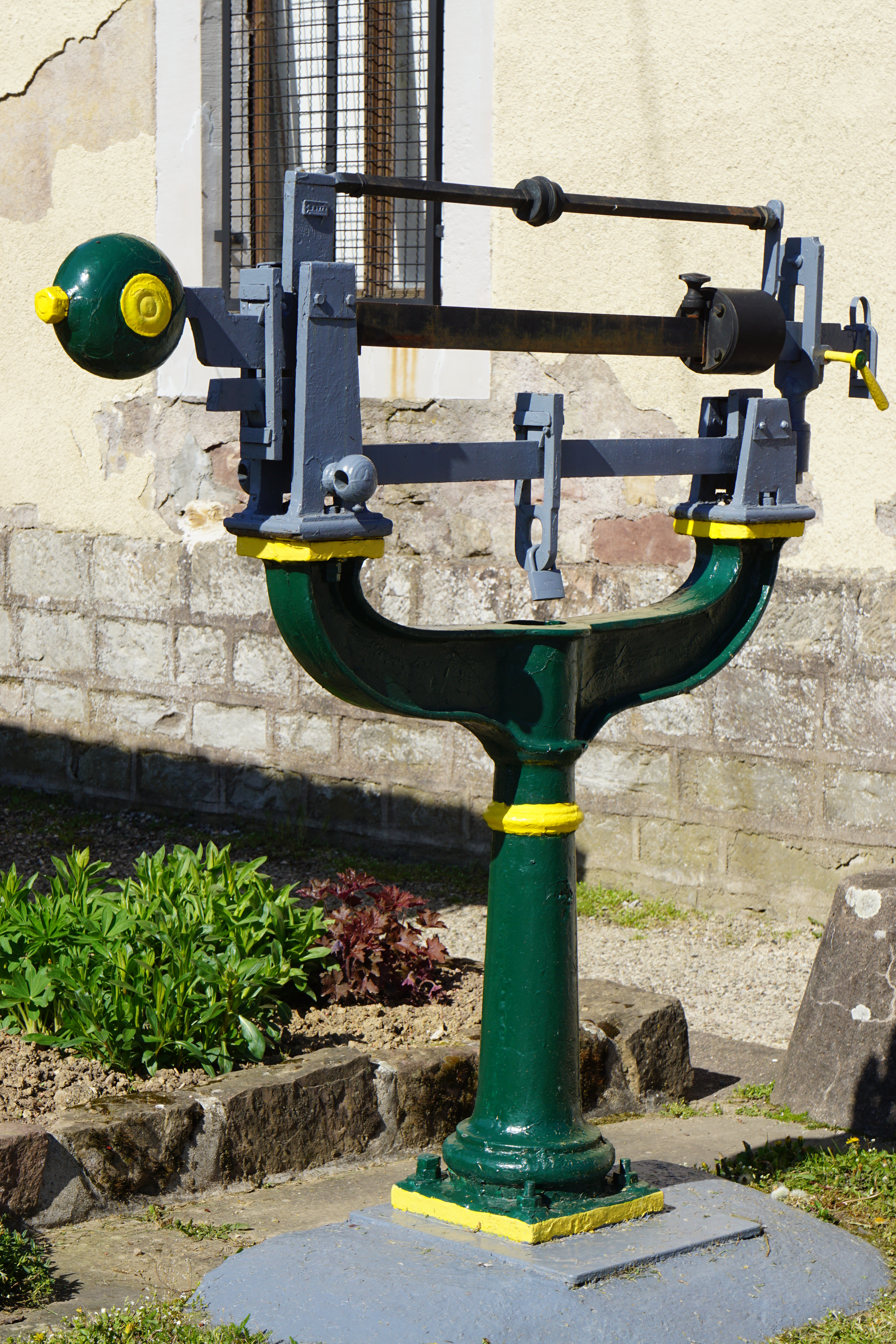
Balance ancienne

### Personnalités liées à la commune
- Frédéric Ier, duc de Wurtemberg, fondateur de la commune en 1589.

### Héraldique
|  | Les armes de la commune se blasonnent ainsi : Écartelé au 1) d’or aux trois demi-ramures de sable posées en fasce et rangées en pal, au 2) d’or à l’ancre de sable, au 3) d’azur à la bannière d’or chargée d’une aigle de sable et emmanchée du même, posée en bande, au 4) de gueules aux deux bars adossés d’or. |